# Clavigo
Clavigo je tragédie o pěti jednáních, kterou napsal německý básník a dramatik Johann Wolfgang von Goethe v květnu roku 1774 a ve které řeší rozpor jedince mezi rozumem a citem, mezi bezohledným sledováním vlastních cílů a závazkům k opuštěné milence. Hra byla poprvé uvedena již 23. srpna 1774 v Hamburku, avšak nebyla přijata s velkým nadšením.
Děj se odehrává v Madridu ve Španělsku a jednou z hlavních postav je skutečná osoba, francouzský dramatik Pierre-Augustin Caron de Beaumarchais, na motivy z jehož pamětí Goethe hru napsal. Skutečným faktem je také Beaumarchaisův pobyt ve Španělsku v letech 1764–1765 a jeho snaha pomoci sestře Lisette, kterou opustil snoubenec José Clavijo. Sám Beaumarchais na základě těchto událostí napsal divadelní hru s názvem Eugenie.

## Obsah tragédie

### Postavy
- Clavigo, královský archivář, ctižádostivý, ale poměrně upřímný a dobromyslný, věřící slovům špatného přítele Carlose.
- Carlos, přítel Claviga, pyšný a zhýralý španělský šlechtic.
- Beaumarchais, milující bratr Marie a Žofie, ohnivý a rázný.
- Marie, Beaumarchaisova sestra, obraz vroucí, oddané a vášnivé lásky.
- Žofie, Mariina sestra.
- Quilbert, Žofiin muž, moudrý a přímý.
- Buenco, mladý španělský měšťan oddaný Marii.
- Saint George, Beaumarchaisův průvodce a ochránce.

### Děj

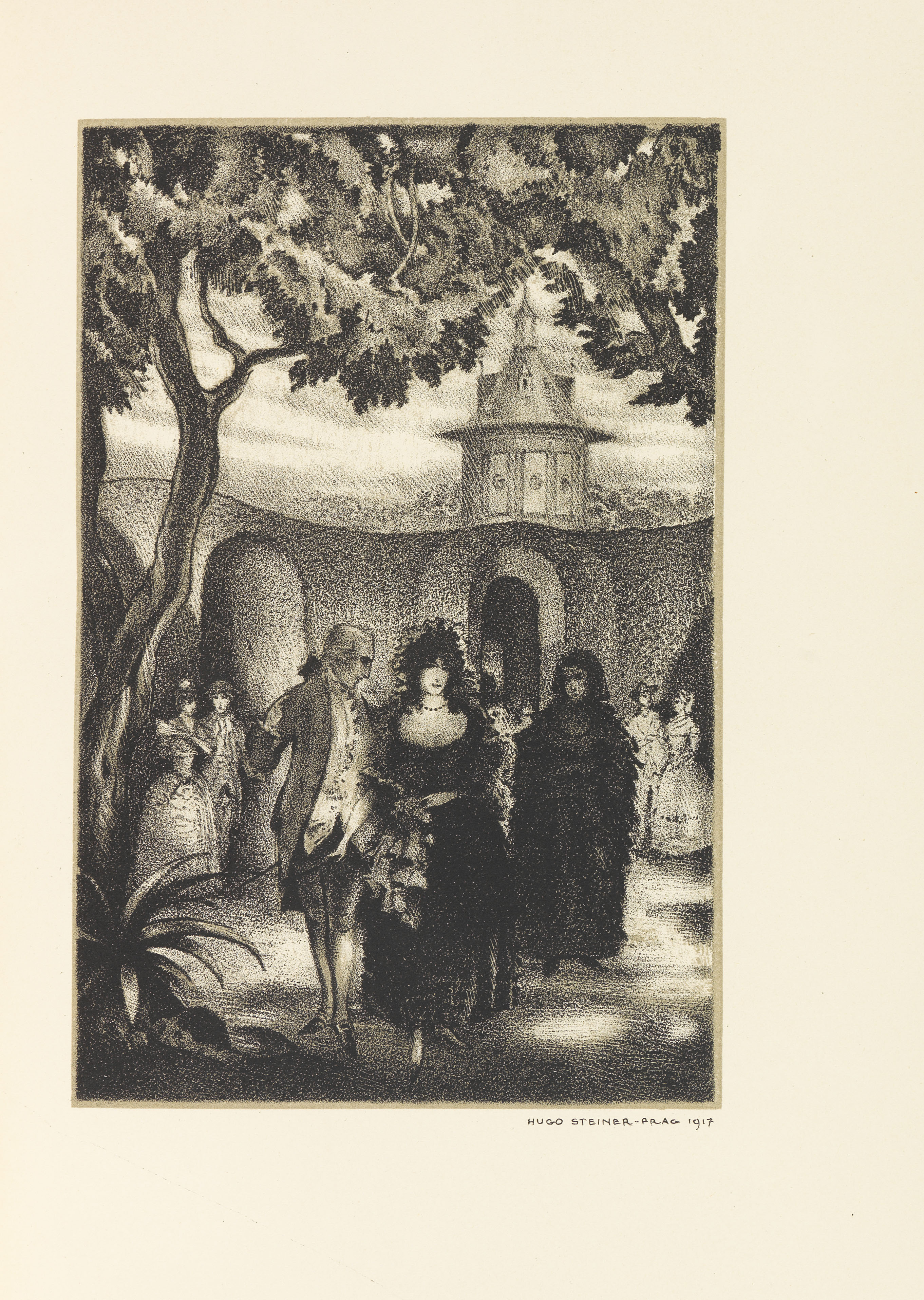
Ilustrace Huga Steinera-Praga z roku 1917

#### První jednání
První jednání začíná rozhovorem Claviga a jeho přítele Carlose. Clavigo má lehké výčitky svědomí, protože opustil svou snoubenku Marii, aby se mohl věnovat kariéře a postupu u dvora. Carlos jej ujišťuje, že opuštění Marie bylo nezbytné. Marie zatím v domě své sestry Žofie netrpělivě očekává příjezd bratra, který slibuje falešnému snoubenci pomstu.

#### Druhé jednání
Beaumarchais přichází na návštěvu k Clavigovi, ovšem nedá se poznat a jen mezi řečí začne vyprávět příběh své sestry. Clavigo se během vyprávění dovtípí. kdo je jeho návštěvník, a Beaumarchais jej nakonec donutí napsat list, ve kterém přizná svou vinu. Toto doznání má být předloženo u dvora, aby Claviga zdiskreditovalo a zabránilo mu v dalším kariérním postupu. Clavigo se však rozhodne svůj přečin napravit jinak a požádá pana Beaumarchaise o ruku jeho sestry. Ten nejprve nechce svolit, ale nakonec souhlasí, že nebude sestře bránit, bude-li chtít bývalému snoubenci odpustit. Rovněž se uvolí, že než se jeho sestra vyjádří, uschová list s Clavigovým přiznáním a nepoužije jej.

#### Třetí jednání
Clavigo navštíví Marii a žádá ji i její blízké o odpuštění. Ve chvíli šťastného usmíření vchází Beaumarchais, který následně zničí Clavigův list. Pouze Buenco pochybuje o Clavigově cti a také Beaumarchais přemítá, zda nezničil list příliš brzy.

#### Čtvrté jednání

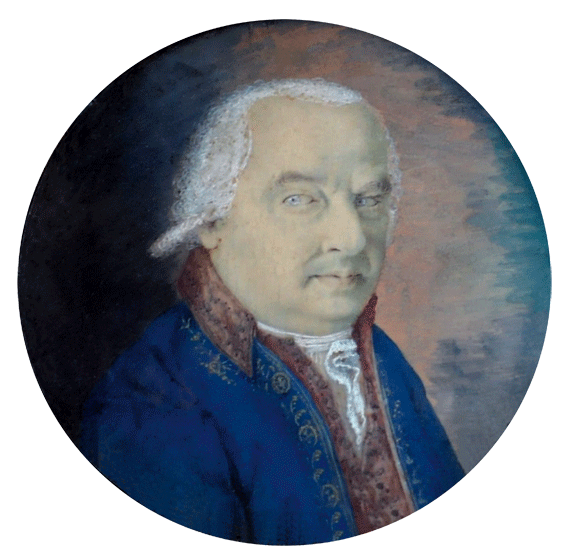
José Clavijo y Fajardo

Carlos v dlouhém rozhovoru využívá nerozhodnosti Claviga a znovu jej přesvědčí, že sňatek s Francouzkou Marií pro něj znamená konec kariéry. Clavigo nakonec souhlasí a nechá Carlose jednat, sám se zatím stáhne do úkrytu. Beaumarchais při náhodné návštěvě u Claviga zjistí, že ten odcestoval a začne jej podezírat. Svěří se se svými domněnkami sestrám a téměř současně dorazí kurýr. Donese varování od francouzského vyslance, že Beaumarchais byl Clavigem obviněn z napadení a pohnán před soud. Vyslanec jej v dopise nabádá k útěku zpět do Francie, než bude dopaden. Poté, co se Marie, již oslabená přílivem emocí, dozví o dvojí zradě, umírá.

#### Páté jednání
Clavigo jde skrytě nočním městem ke Carlosovi a prochází kolem Quilbertova domu právě, když odtud vyráží pohřební průvod. Když Clavigo zjistí, že pohřbívají Marii, vrhne se jako smyslů zbavený k rakvi, lituje svého činu a chce rovněž zemřít. Zdrcený Beaumarchais tasí meč a po krátkém souboji Claviga probodne. Ten se zhroutí na Mariinu rakev a žádá o odpuštění. V té chvíli k průvodu dorazí i Carlos a chystá se Clavigova vraha předat spravedlnosti. Clavigo však svého přítele zapřísahá, aby pana Beaumarchaise bezpečně dopravil na hranice s Francií. Nato obejme Marii a umírá.

## Filmové a televizní adaptace
- Clavigo (1959), německý televizní film, režie Werner Völger.
- Clavigo (1964), německý televizní film, režie Willi Schmidt a Heribert Wenk.
- Clavigo (1970), německý televizní film, režie Fritz Kortner a Marcel Ophüls.
- Clavijo (1970), španělský televizní film, režie José Antonio Páramo.
- Clavigo (1978), východoněmecký televizní film, režie Gerd Keil.
- Clavijo (1982), slovenský televizní film, režie Ľubomír Vajdička, v titulní roli Milan Kňažko.
- Clavigo (1988), německý film, režie Alexander Lange.
- Clavigo (1999), francouzský televizní film, režie François Roussillon.

## České překlady
- Klavigo, přeložil Budislav Třemšínský, obsaženo ve sborníku Divadelní ochotník, Praha: Slovanské kněhkupectví 1863.
- Clavijo, v knize Dramata prosou z mládí, Praha: František Borový 1927, přeložil Otokar Fischer.
- Clavigo, přeložila Alena Urbanová, premiéra v pražském Divadle Na zábradlí 22. května 1974.
- Clavijo, adaptace Jaroslav Vostrý, česká premiéra v pražském Divadle v Celetné 9. března 1994 (adaptace vznikla již roku 1974 a první uvedení bylo ve slovenštině roku 1976 pod jménem D. Drašarové).[3][4]